# David Degen
David Degen (* 15. Februar 1983 in Liestal) ist ein ehemaliger Schweizer Fussballspieler und Verwaltungsratspräsident des FC Basel. Wie sein Zwillingsbruder Philipp Degen war er Nationalspieler.

## Karriere
Degen spielte 2003 bis 2006 beim FC Basel in der Schweizer Super League. Er hatte einen Vertrag bis 2007, den er aber vorzeitig auflöste. Seine Position in Basel war das rechte Mittelfeld, er spielte aber auch als hängende Spitze im Sturm.
Im Juli 2006 unterschrieb er bei Borussia Mönchengladbach einen Vertrag bis 2009. Am 14. Oktober 2006 lief er gegen den VfL Wolfsburg erstmals in der Bundesliga auf und erzielte sogleich sein erstes Tor. Im Laufe der Saison gelang es ihm jedoch nicht, sich einen Stammplatz im Team zu erspielen. Am 10. Mai 2007 wurde Degen von Cheftrainer Jos Luhukay aus dem Profikader genommen und trainierte stattdessen bei den Amateuren. Insgesamt bestritt Degen 18 Bundesligaspiele für die «Fohlen», in denen er zwei Tore erzielte.
Der Schweizer Nationalspieler wurde für die Spielzeit 2007/08 an seinen ehemaligen Verein FC Basel ausgeliehen. Nach dem Ende der Leihe wechselte Degen im August 2008 ablösefrei zum BSC Young Boys. Bei den Bernern erhielt er nach einer schwierigen Anfangszeit in über 100 Spielen viel Spielpraxis und zeigte gute Leistungen.
Zur Saison 2012/13 wechselte Degen zum FC Basel. Er unterschrieb einen Dreijahresvertrag bis zum 30. Juni 2015. Am Ende der Saison 2012/13 wurde Degen mit dem FC Basel Schweizer Meister. Während der langen Saison mit total 76 Spielen (36 in der Super League, sechs im Schweizer Cup, zwanzig in der Champions League und Europa League sowie 14 in Testspielen) hatte Degen insgesamt 58 Einsätze. 2014 wurde er erneut mit Basel Schweizer Meister, allerdings mit nur wenigen Einsätzen. Dafür kam er wiederum in der Europa League zum Einsatz, wo er der Schweizer Spieler mit den meisten Spielteilnahmen (56/10) ist.
In der Gesamtstatistik der Europacupteilnahmen Schweizer Spieler liegt Degen (69/12) hinter Pascal Zuberbühler, Johann Vogel und Benjamin Huggel auf dem vierten Rang. In der Sommerpause 2014 beendete Degen seine Karriere als Profifussballer. Sein Vertrag mit dem FC Basel wurde aufgelöst.

## Erfolge
FC Basel
- Schweizer Meister: 2004, 2005, 2008, 2013 und 2014
- Schweizer Cupsieger: 2008

## Unternehmerische Tätigkeiten
Seit September 2019 war Degen mit 10 Prozent am FC Basel beteiligt. Seither sitzt er im Verwaltungsrat der FC Basel Holding AG.
Seit dem 11. Mai 2021 ist Degen im Besitz von 91,96 % der Aktien der FC Basel Holding AG, die wiederum 75 % der FC Basel 1893 AG besitzt.
Im Mai 2020 erfolgte die Eintragung der Firma Global Sport Analytics AG (jetzt Octane 100 AG) in Feusisberg im Kanton Schwyz, welche die Erarbeitung, Entwicklung und den Vertrieb von Analyse- und Auswertungsmethoden zur Interpretation und Erfassung von umfassenden Daten im Sportbereich und die Erbringung von Beratungsdienstleistungen bezweckt. Degen war Präsident des Verwaltungsrates der Gesellschaft bis September 2023.